# Ломбарди, Джованни Баттиста
Джованни Батиста Ломбарди (итал. Giovanni Battista Lombardi; 24 ноября 1822, Редзато — 9 марта 1880, Брешиа) — итальянский скульптор салонно-академического направления. Мастер скульптурного портрета и монументального надгробия.

## Биография
Джованни Баттиста родился в Редзато, Ломбардия, в семье каменщика Чиприано и Розы Казари. Благодаря помощи архитектора Родольфо Вантини, Ломбарди в 1839 году поступил в Школу декоративного искусства и архитектуры (Scuola di Ornato e Architettura) в Редзато. В 1845 году молодой Ломбарди переехал в Милан, где посещал Академию изящных искусств Брера и мастерскую скульптора Лоренцо Вела, старшего брата более известного Винченцо Вела. В 1852 году Ломбарди по протекции графини Мариетты Маццукелли Лонго перебрался в Рим, чтобы продолжить своё обучение в Академии Святого Луки и у скульптора Пьетро Тенерани.
В 1872 году в возрасте двадцати девяти лет умерла жена скульптора Эмилия Филонарди. Ломбарди остался с шестилетним сыном Адольфо. В 1878 году скульптор тяжело заболел и вместе с сыном переселился в Брешию. Ломбарди умер в своём доме в Брешии 9 марта 1880 года.

## Галерея

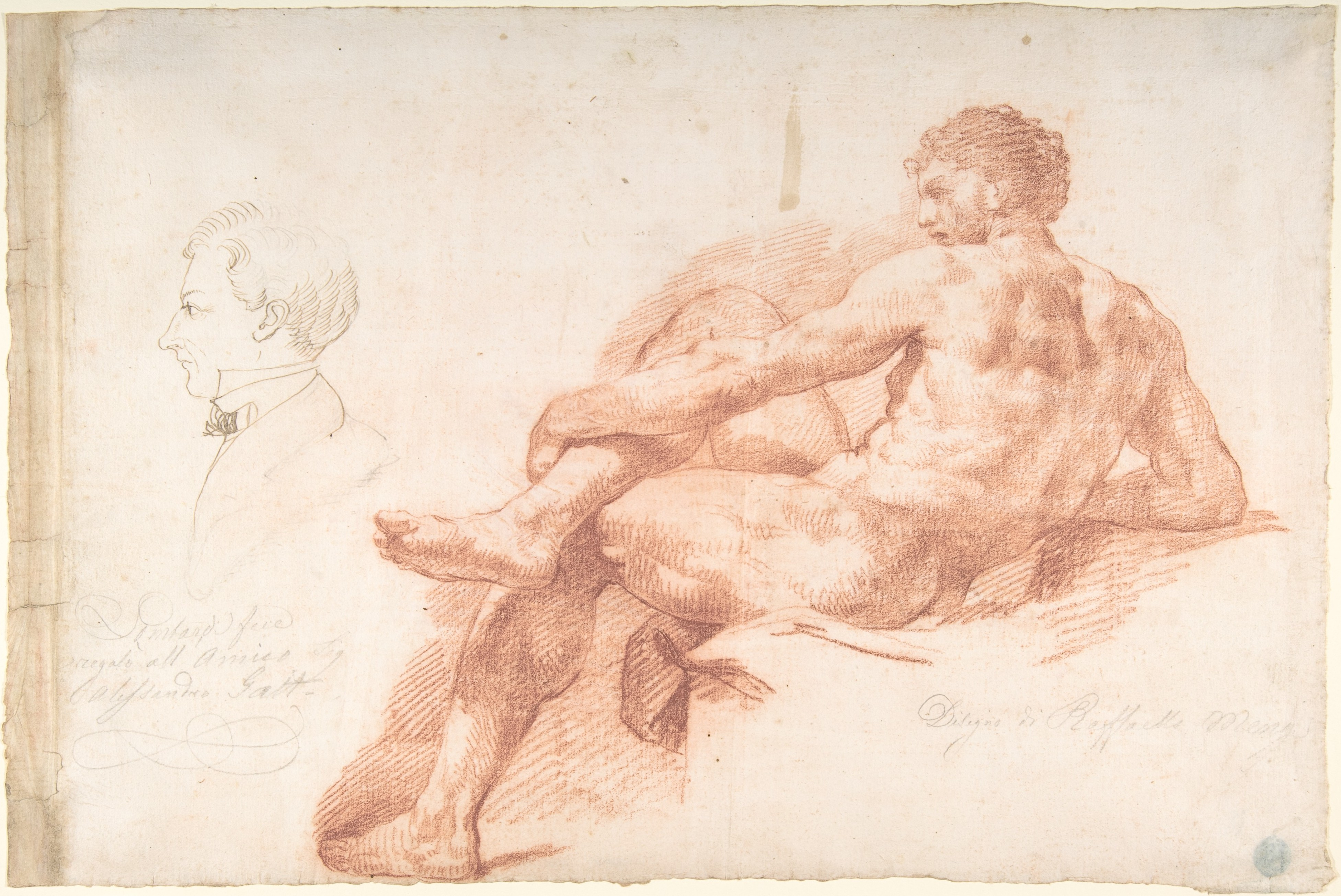
Обнажённый натурщик. Бумага, сангина. Метрополитен-музей, Нью-Йорк
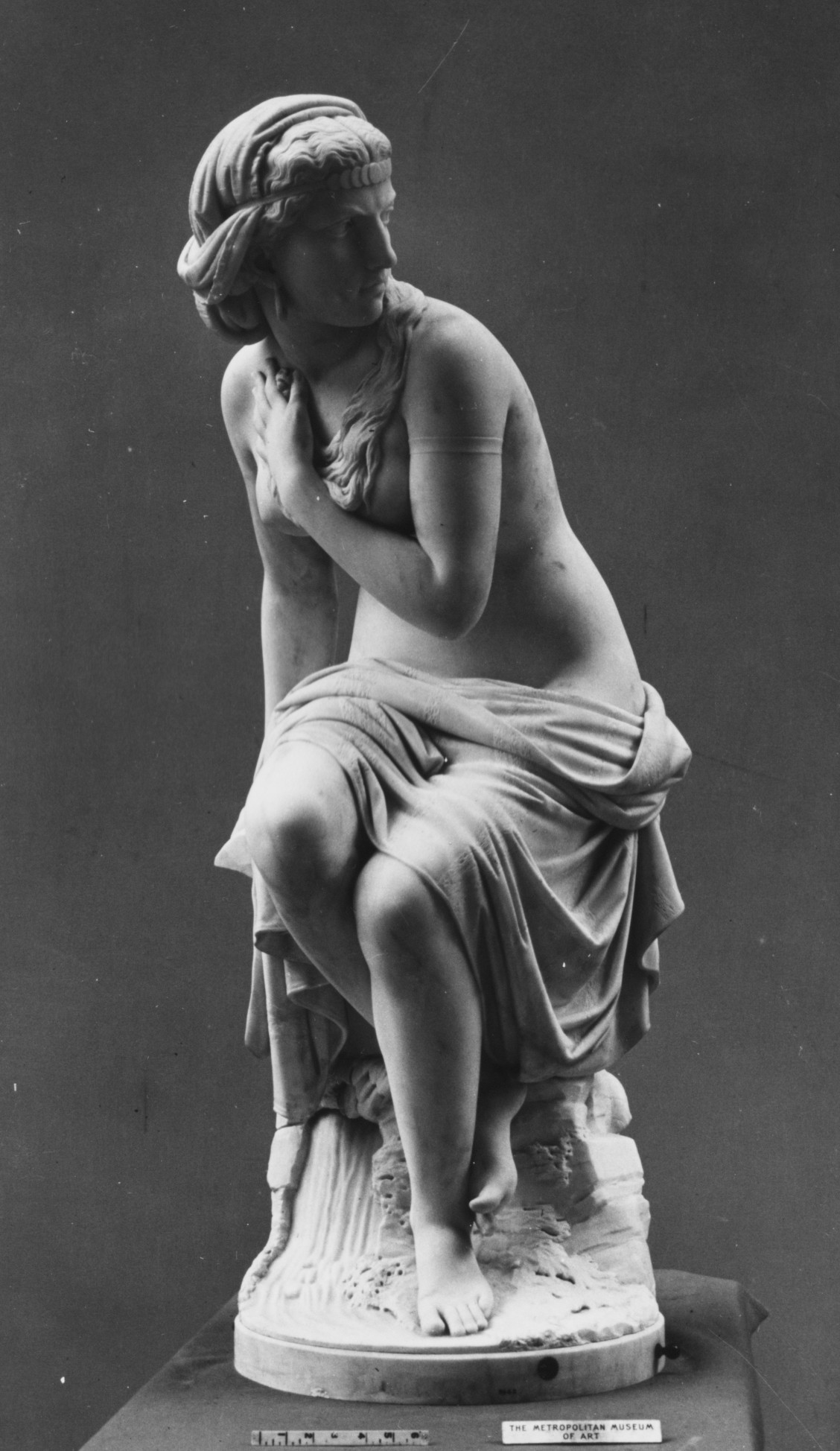
Сюзанна. 1869. Мрамор. Метрополитен-музей, Нью-Йорк
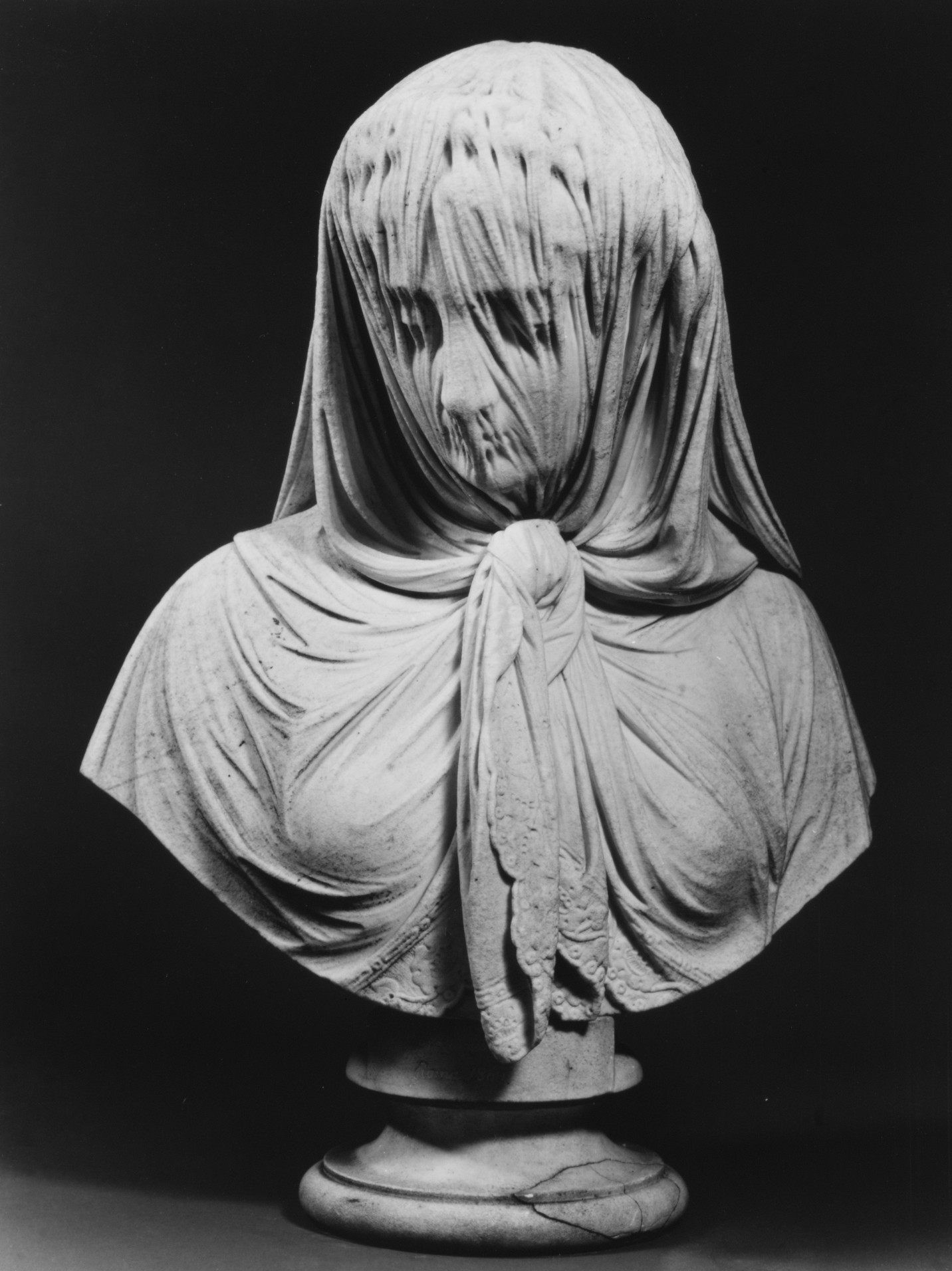
Женщина под вуалью. 1869. Мрамор. Метрополитен-музей, Нью-Йорк
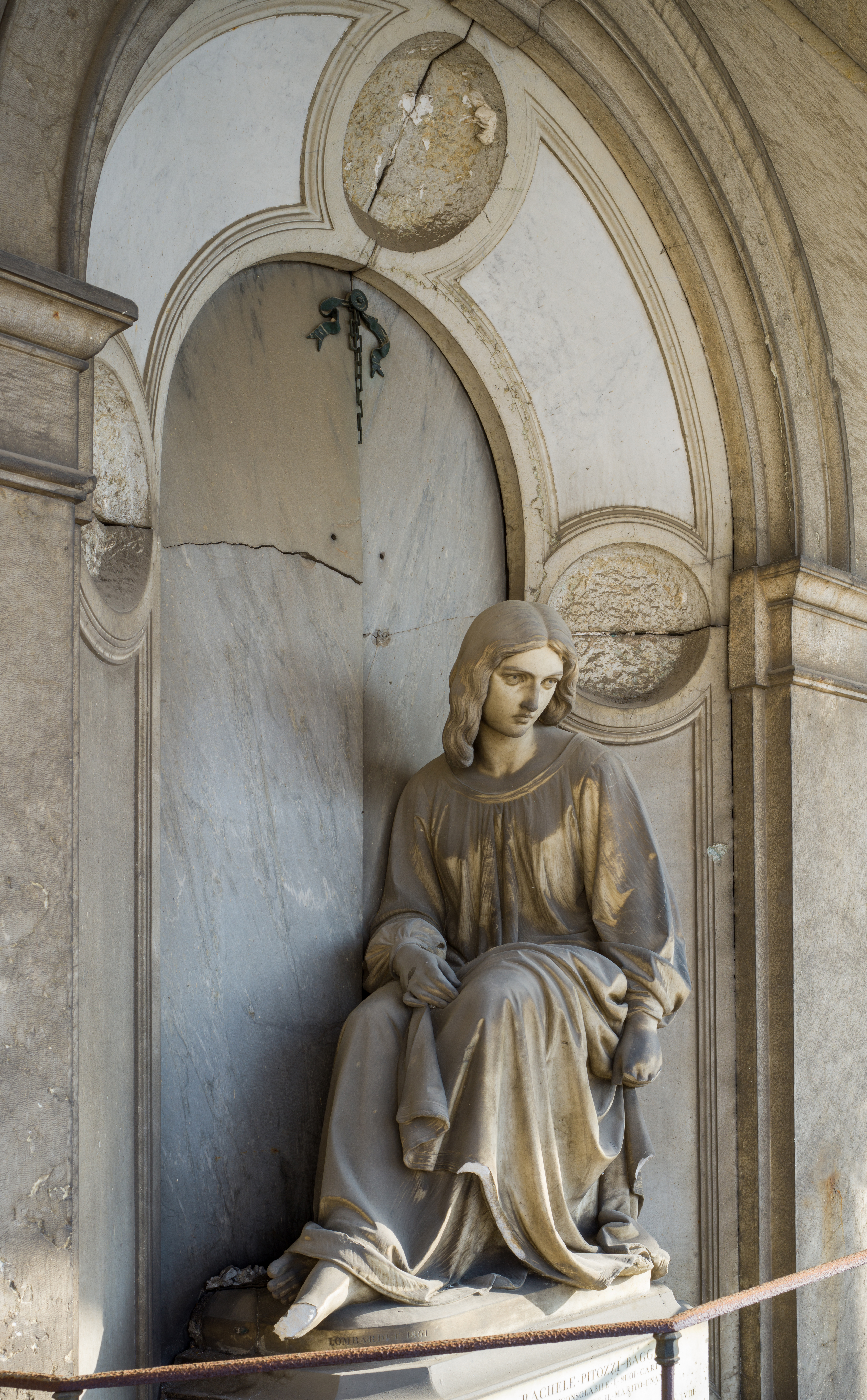
Надгробие семьи Питоцци Баджи. 1861. Монументальное кладбище, Брешиа
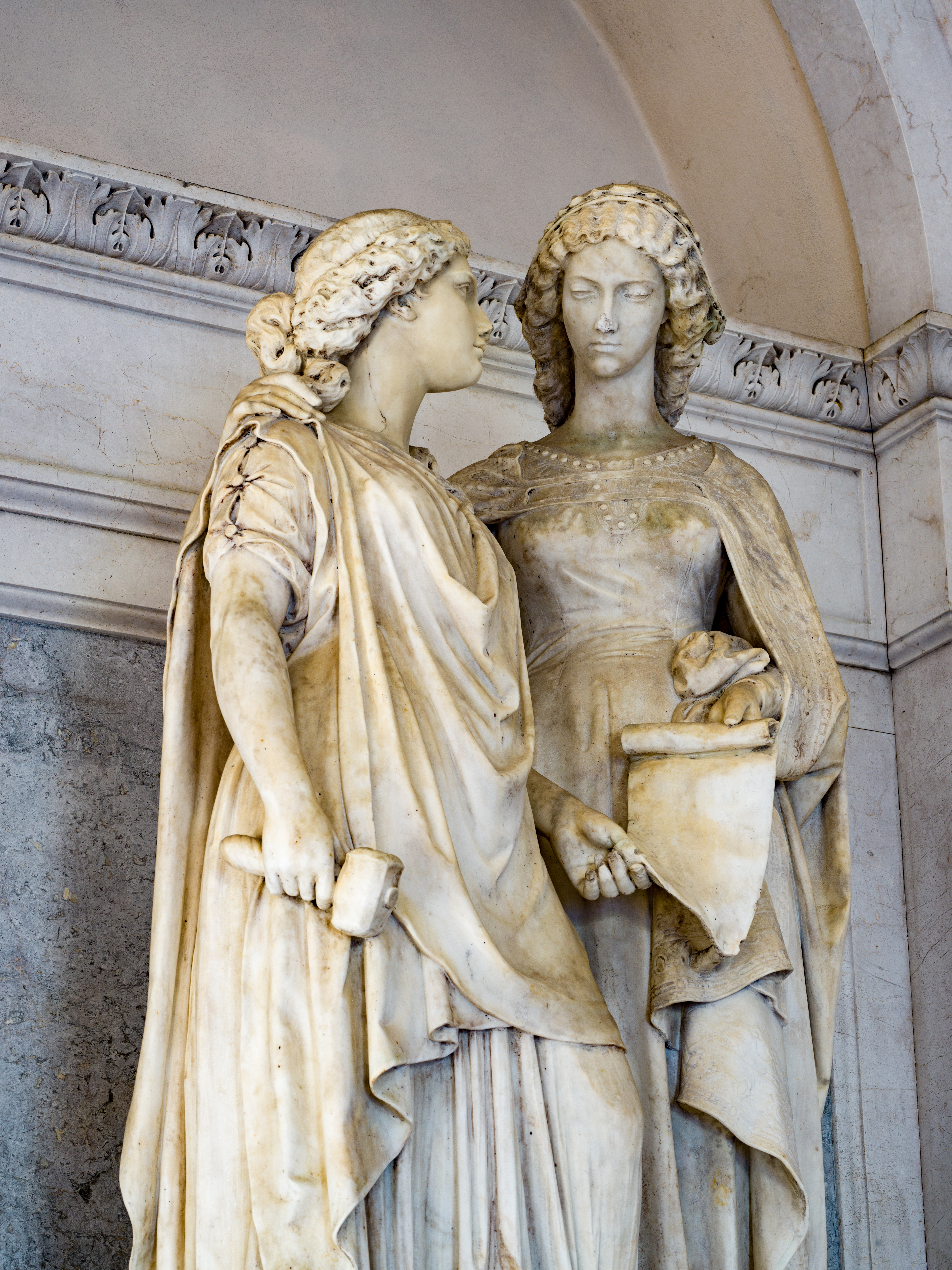
Надгробный памятник живописцу Джованни Баттисте Джиголе с аллегориями скульптуры и живописи. Пантеон Монументального кладбища Брешии
Надгробный памятник Маджи. 1859. Кладбище Вантиньяно, Брешиа
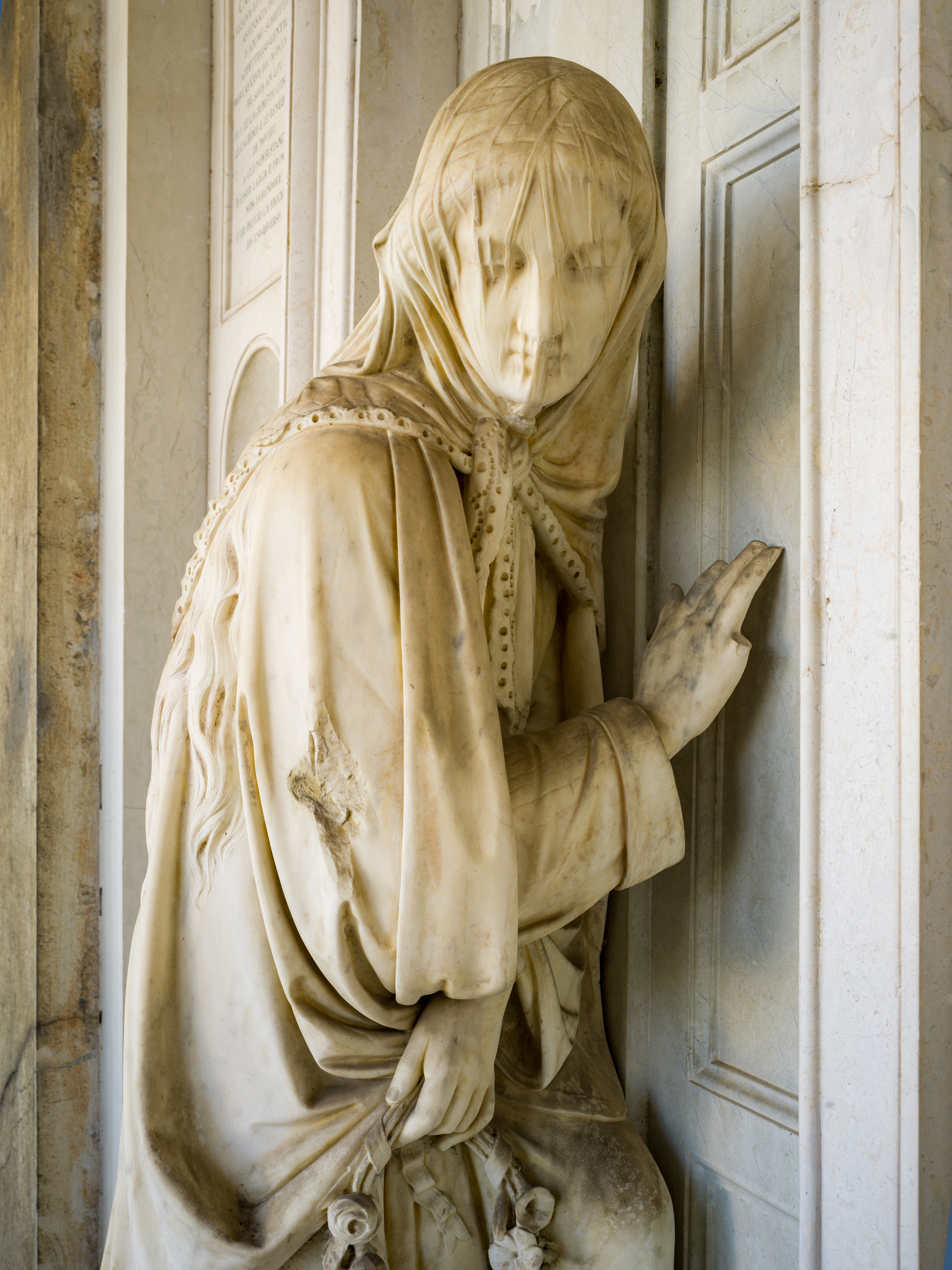
Надгробие семьи Досси Рампинелли Спаленца. Деталь. 1856. Кладбище Вантиньяно, Брешиа
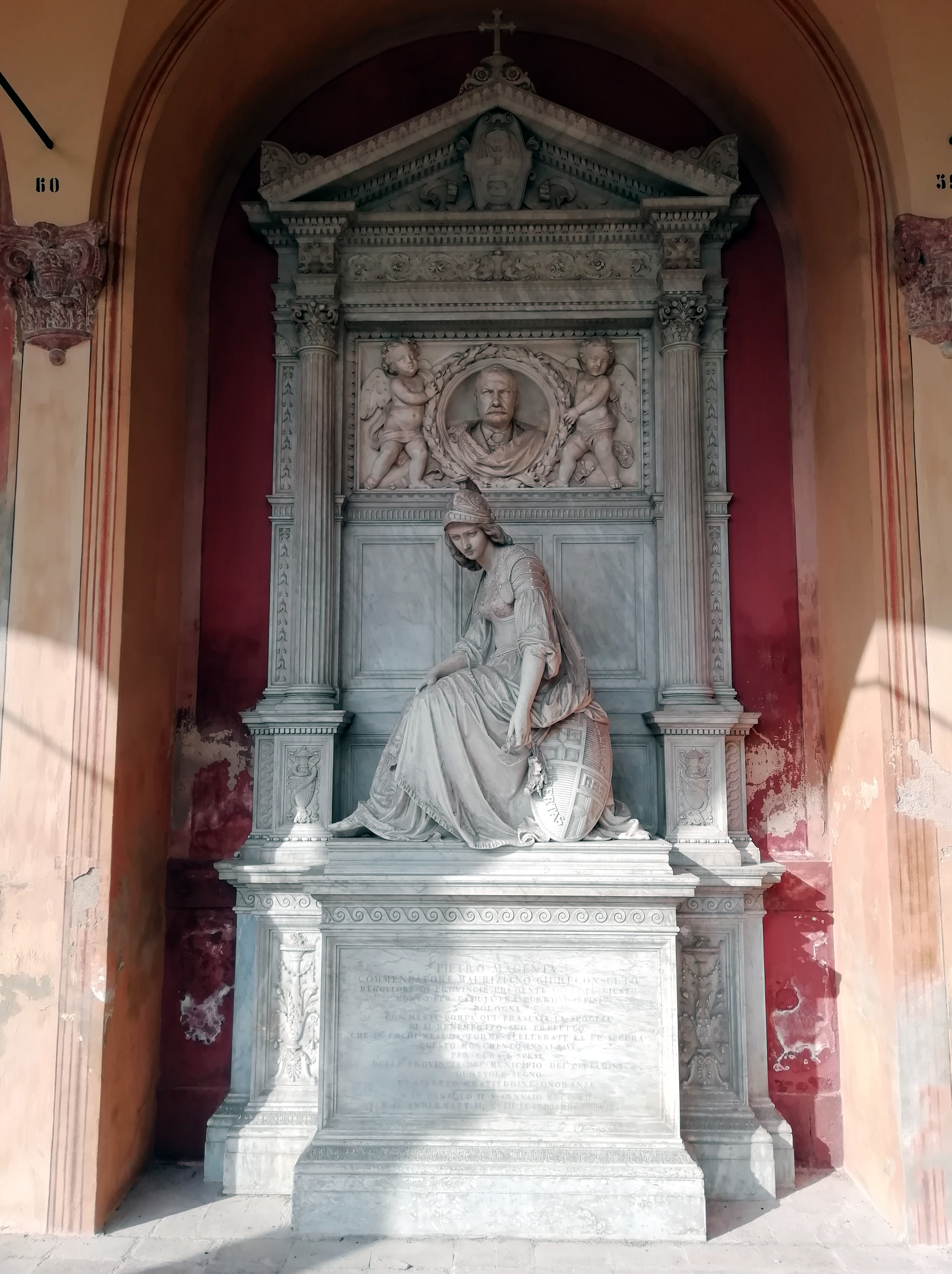
Надгробие Маджента. 1863. Монументальное кладбище. Чертоза ди Болонья
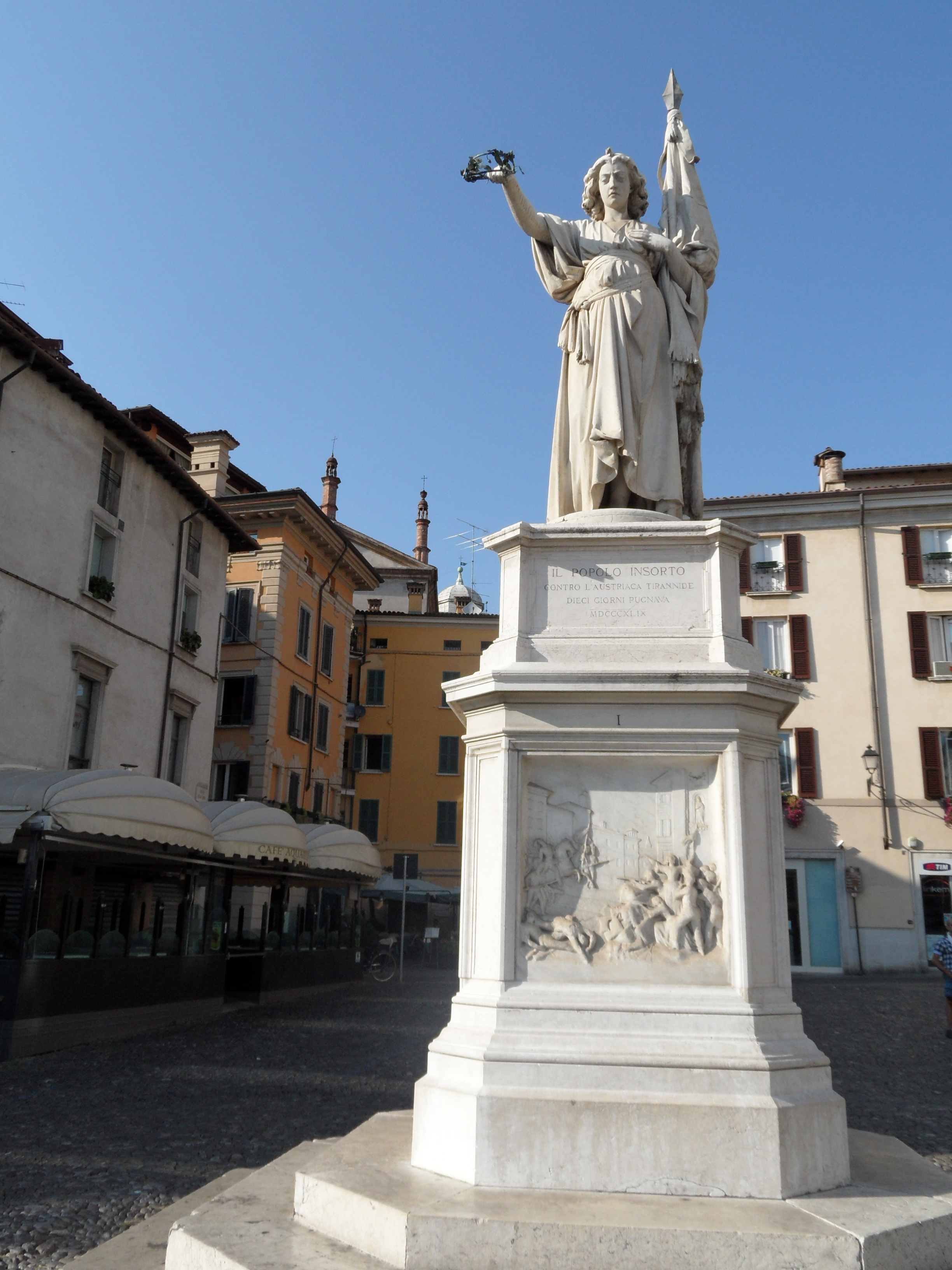
«Прекрасная Италия». Памятник павшим «в десяти днях Брешии». 1864 Пьяцца делла Лоджия, Брешиа